# Font de Neptú (Berlín)

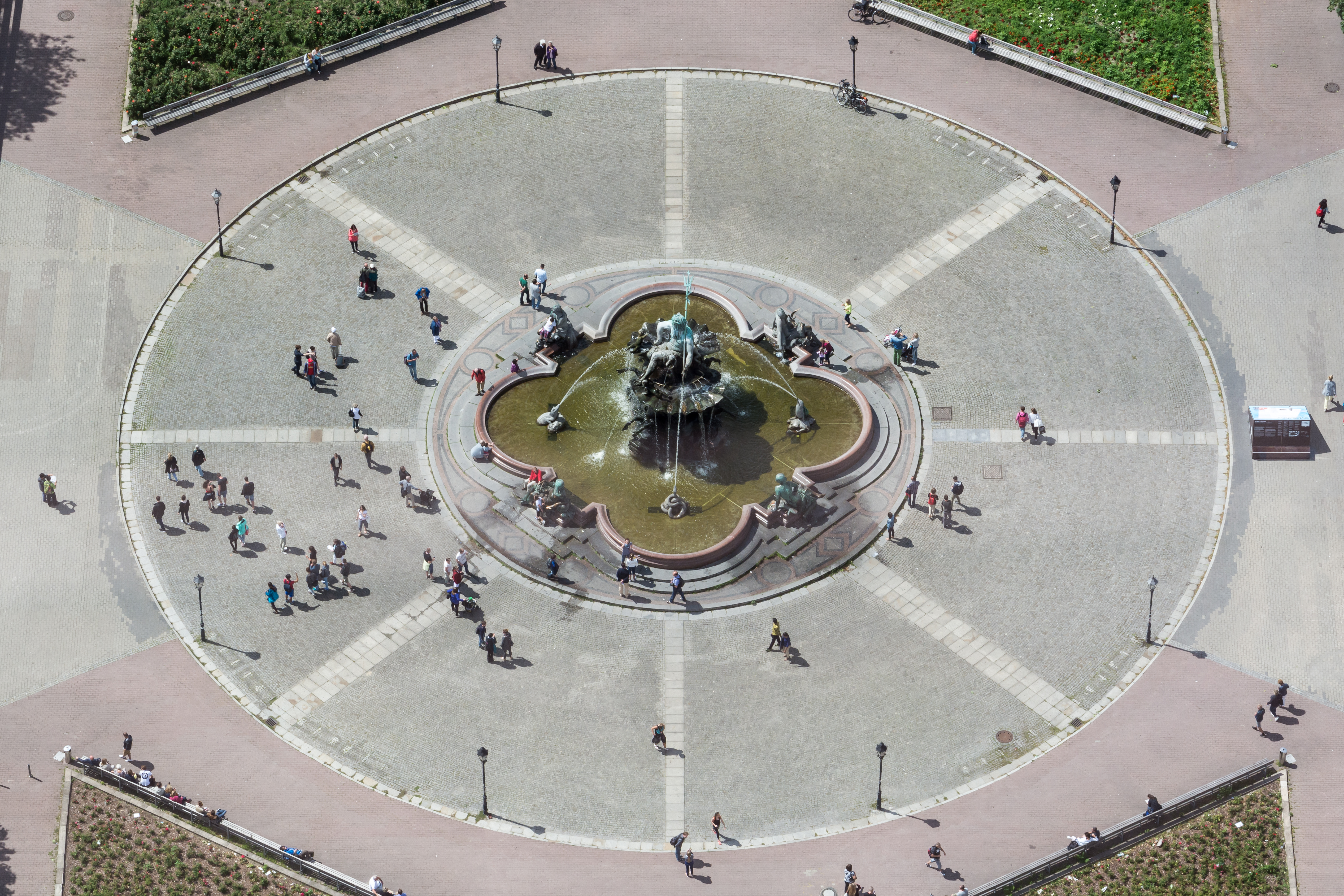
Vista de la font des de la Torre de Televisió

La Font de Neptú (en alemany Neptunbrunnen) és una font de la ciutat de Berlín, situada als jardins darrere d'Alexanderplatz, entre l'Ajuntament Roig i l'Església de Santa Maria, al districte de Mitte. Obra de l'artista Reinhold Begas, va ser un regal per al kàiser Guillem II de Prússia, lliurat l'any 1891. Representa el déu del mar sobre una petxina i envoltat de quatre figures femenines que simbolitzen als rius Elba, Rin, Oder i Vístula.

## Composició
Al punt més ample el safareig de la font mesura 18 metres. El safareig està feta de granit roig de Suècia i se situa sobre un pedestal de tres graons. L'altura de la secció central fins al cap de Neptú és de 8,50 metres i l'altura fins a la punta del trident és de 10 metres.
En el centre del safareig s'alça una poderosa escultura del déu romà dels oceans, Neptú. Sobre el seu muscle, sostingut amb el braç esquerre, descansa el símbol del seu poder, el trident. La mà dreta descansa sobre la seua cuixa. Neptú és portat per quatre tritons sobre una conquilla, envoltat de xiquets que juguen en l'aigua. En el safareig hi ha diverses figures d'animals aquàtics, com tortugues, un cocodril, una llagosta, foques i serps. En la vora del safareig estan assegudes quatre figures al·legòriques femenines que representen els rius Rin, Vístula, Oder i Elba.

## Història
La creació de la font ve arran de la recomanació de Friedrich Schinkel que en la "Plaça del Palau", front el Palau Reial de Berlín, es fera una font monumental. El jove Reinhold Begas va prendre aquesta idea i va crear diverses versions per a una font, l'última de les quals va ser adoptada el 1888. La font va ser un regal del magistrat de la ciutat per a Guillem II de Prússia, que era un gran admirador de Begas. Va ser inaugurada l'1 de novembre de 1891. A principis del segle XX la font era coneguda també com a Schlossbrunnen (Font del Palau) i Begasbrunnen, pel seu creador Reinhold Begas.
Les figures van patir danys greus durant la batalla de Berlín, al final de la Segona Guerra Mundial. Després de la demolició del Palau Real pel règim de la RDA en 1951, la font va ser desmuntada i emmagatzemada. En 1969, després de la restauració de les figures, la font va ser instal·lada en el seu lloc actual. Actualment els treballs de reconstrucció del Palau Reial de Berlín estan en procés, però no s'ha determinat si la font serà recol·locada al seu antic lloc enfront del palau o romandrà al seu emplaçament actual.